# Philippe Decouflé
Philippe Decouflé (Neuilly-sur-Seine, 22 de outubro de 1961) é um coreógrafo, dançarino, mímico, diretor de teatro e artista plástico francês. Com mais de 20 anos de carreira, Decouflé atingiu um sucesso internacional.

## Biografia
Vivendo sua infância entre Paris,Rabat, Beirute, Aix-en-Provence, voltou a Paris com 10 anos. Na sua época de escola, teve sua primeira experiência teatral encenando uma peça para a Catequese, e no sexto ano encenou ‘’A Cantora Careca’’ de Ionesco. Com 12 anos ele gostava de fazer tricô e esculturas de cerâmicas.
Na adolescência ingressou nas escolas Annie Fratellini Ecole du Cirque e Marceau Mime School. Com 18 anos esperava a resposta para entrar na Escola de Maurice Béjart em Bruxelas, mas, chamou a atenção de Alwin Nikolais que dirigia o Centro Nacional de Dança contemporânea de Angers, onde ficou por algum tempo, após realizar alguns espetáculos solo e tomar aulas com Merce Cunningham em Nova York, em 1983 Decouflé  formou a Companhia de Artes Decouflé em Bagnolet, transferindo-se em 1993 para Saint-Denis no subúrbio Parisiense para uma sala conhecida como Chaufferie.
Em 1983 ganhou seu primeiro prêmio, no concurso de Bagnolet com Vague Café, no mesmo ano ganhou também um prêmio pelo Ministério da Cultura. Voltou a ganhar prêmios no Brit Awards de 1988, onde ganhou ‘’Melhor vídeo musical’’ pelo vídeo da música "True Faith" do New Order, Ganhou um Leão de Prata no Festival de Veneza em 1988 com um vídeo que era um anuncio publicitário para a Polaroid.
Em 1992 ele foi convidado para coreografar a abertura e o encerramento dos Jogos Olímpicos de inverno, e em 1997 coreografou a cerimônia de abertura de 50 anos do Festival de Cannes . Além disso, foi responsável por campanhas publicitárias no Japão da loja LOFT em 1990, e pela campanha publicitária para TV France Télécom em 1996. Em 2009 foi convidado para assumir a direção de coreografias do Crazy Horse, famoso Cabaret Francês

## Videos
- 1982 - E A voix dês légumes
- 1984 - Jump
- 1986 - Caramba
- 1987 - True Faith
- 1987 - Codex lhe filme
- 1988 - She drives me crazy
- 1994 - He Dernier Chaperon Rouge
- 1994 - Lhe P'tit Bal
- 1998 - Abracadabra